# Подлипа (Жужемберк)
Подлипа (словен. Podlipa) је насељено место у општини Жужемберк, регија Југоисточна Словенија, Словенија.

## Историја
До територијалне реорганизације у Словенији била је у саставу старе општине Ново Место.

## Становништво
У попису становништва из 2011. године, Подлипа је имала 39 становника.
| Број становника према пописима | Број становника према пописима | Број становника према пописима |
| ------------------------------ | ------------------------------ | ------------------------------ |
| 1991                           | 2002                           | 2011                           |
| 53                             | 44                             | 39                             |

Напомена: Године 1953. повећано за насеље Морава, које је укинуто.